# Giro del Veneto 1957
Il Giro del Veneto 1957, trentesima edizione della corsa, si svolse il 22 settembre 1957 su un percorso di 267,2 km. La vittoria fu appannaggio dell'italiano Angelo Conterno, che completò il percorso in 7h49'40", precedendo i connazionali Bruno Monti e Germano Barale.
I corridori che tagliarono il traguardo di Padova furono almeno 25.

## Ordine d'arrivo (Top 10)
| Pos. | Corridore             | Squadra              | Tempo    |
| ---- | --------------------- | -------------------- | -------- |
| 1    | Angelo Conterno       | Bianchi-Pirelli      | 7h49'40" |
| 2    | Bruno Monti           | Atala                | a 25"    |
| 3    | Germano Barale        | San Pellegrino Sport | a 37"    |
| 4    | Cleto Maule           | Torpado              | a 2'30"  |
| 5    | Nello Velucchi        | Atala                | s.t.     |
| 6    | Dino Bruni            | Bianchi-Pirelli      | s.t.     |
| 7    | Giuseppe Barale       | San Pellegrino Sport | s.t.     |
| 8    | Giuseppe Fallarini    | Asborno-Fréjus       | s.t.     |
| 9    | Alfredo Sabbadin      | San Pellegrino Sport | s.t.     |
| 10   | Tranquillo Scudellaro | Torpado              | s.t.     |